# Giusy Vitale
Giuseppa Vitale, née à Partinico en 1972, mieux connue sous le nom de Giusy, est une dirigeante de Cosa Nostra. Sœur des chefs de clans Leonardo, Michele et Vito Vitale de Partinico, en Sicile, elle prend le commandement du clan lorsque ses frères sont arrêtés en 1998, malgré une règle formelle de la mafia qui exclut la participation des femmes à l'organisation criminelle. Elle est ainsi considérée comme faisant partie d'une nouvelle génération de femmes cheffes de clans. Plus tard, elle devient repentie, témoin d'État en brisant l'omerta, ou code du silence, en témoignant contre sa propre famille.

## Héritage de la mafia
Giusy Vitale est élevée dans une famille traditionnelle de Cosa Nostra à Partinico, à 40 kilomètres de Palerme. Le clan Vitale reprend le commadement du  mandamento (en) de Partinico à Nenè Geraci (en) en 1991-1992. À l'âge de six ans, elle commence à se rendre régulièrement en prison lorsque son frère Leonardo était emprisonné. « Pour moi, ma vie était avec mes frères », a-t-elle déclaré au tribunal après être devenue témoin de l'accusation. « Il était impossible d'avoir des relations avec des gens de mon âge. Je n'avais absolument aucune idée de comment vivre une vie différente. »,,.
À l’âge de 13 ans, elle quitte l’école. Son frère Leonardo, qui a 17 ans de plus qu'elle et qui lui sert de père, était jaloux, a-t-elle expliqué. « J'étais arrivée en troisième année de collège, mais il ne m'a pas laissée aller plus loin. ». Elle savait que ses frères étaient des hommes d'honneur de Cosa Nostra et ils la tenaient informée.

## Capo mandamento
Ses frères partent en cavale et sont arrêtés arrêtés par la suite. Ils sont condamnés à de longues peines de prison pour meurtre. Leonardo et Vito se tournent alors vers Giusy pour coordonner la direction du clan et transmettre leurs ordres. Bien qu'elle ne soit pas un « homme d'honneur » au sens strict du terme (les femmes ne sont pas autorisées à entrer dans la mafia en tant que membres), Giusy Vitale devient ensuite régente du mandamento de Partinico après l'arrestation de son frère Vito en avril 1998 et gère les affaires du clan Vitale, bien qu'elle ne puisse pas participer aux réunions de la mafia. Elle dirige ainsi le trafic de drogue, mais aussi les extorsions et les assassinats,,.
Ses frères lui confient cette responsabilité car elle est déjà pleinement au courant de tous les secrets de la famille puisqu'elle a servi d'intermédiaire entre les membres à l'intérieur et à l'extérieur de la prison.
Elle fait preuve d’une débrouillardise et d’une autonomie remarquables. Le tribunal attribue à Vitale un rôle résolument différent de celui que les femmes de la mafia ont joué dans le passé. Elle participe aux décisions prises par ses frères en prison, négocie de son propre chef avec des personnalités de premier plan de la mafia, telles que les chefs de Corleone, Leoluca Bagarella et Giovanni Brusca. Jamais une position aussi essentielle n'a été tenue par une femme dans la mafia sicilienne. D'autres chefs de la mafia acceptent cet adoubement par ses frères, et elle est considérée comme une véritable donna d'onore.

## Arrestation
Deux mois après avoir pris la tête du mandamento, elle est arrêtée en juin 1998. Elle est condamnée à six ans de prison. En décembre 2002, elle est libérée, mais arrêtée à nouveau en mars 2003 pour avoir ordonné un meurtre.

## Pentita
En prison, Giusy, mère de deux enfants, rencontre un repenti, Alfio Garozzo, ancien chef du clan Cursotti de Catane. Son mari, Angelo Caleca, purge une peine pour un meurtre qu'elle aurait ordonné. En février 2005, elle devient témoin de l'État (pentita), derrière les barreaux,.
Elle justifie sa décision de témoigner simplement « pour le bien de ses enfants ». Elle déclare : « Je veux être mère et je veux être près de mes enfants. Ils doivent grandir avec moi. Si je reste en prison, je les perdrai. ». « Pendant que j'étais en prison, ils ont amené mon fils, qui a maintenant 12 ans, pour me voir. Il avait environ six ans à l'époque.
Elle demande le divorce, et viole ainsi une autre règle stricte de la Cosa Nostra, qui interdit l'adultère. Vitale vit aujourd'hui en dehors de la Sicile, dans le cadre du programme italien de protection des témoins, et se construit une nouvelle vie avec ses enfants.

## Publication
- (it) Giusy Vitale, Ero cosa loro: l'amore di una madre può sconfiggere la mafia, A. Mondadori, coll. « Ingrandimenti », 2009 (ISBN 978-88-04-58449-0)